# Sault Ste. Marie Airport
Sault Ste. Marie Airport (franska: Aéroport de Sault Sainte Marie) är en flygplats i Kanada.   Den ligger i distriktet Algoma och provinsen Ontario, i den sydöstra delen av landet, 700 km väster om huvudstaden Ottawa. Sault Ste. Marie Airport ligger 192 meter över havet.
Terrängen runt Sault Ste. Marie Airport är platt åt sydost, men åt nordväst är den kuperad. Terrängen runt Sault Ste. Marie Airport sluttar söderut. Närmaste större samhälle är Sault Ste. Marie, 13,9 km öster om Sault Ste. Marie Airport. 
Runt Sault Ste. Marie Airport är det glesbefolkat, med 10 invånare per kvadratkilometer.